# حسین باهر
حسین باهر (زاده ۱ فروردین ۱۳۲۳ - قم) جامعه‌شناس، استاد دانشگاه، کارشناس رسانه، بنیان‌گذار مکتب کنش‌شناسی و نویسنده در زمینه رفتارشناسی، جامعه‌شناسی، مشاوره خانواده و دارای مدرک دکتری در توسعه اقتصادی و فوق دکتری فلسفه مدیریت منابع از کانادا، اهل کشور ایران است.
وی دبیرکل آکادمی مدیریت ایران است و قائم مقام سازمان برنامه و بودجه و معاون برنامه‌ریزی در دولت محمدعلی رجایی، عضو هیئت علمی
دانشگاه شهید بهشتی است.

## تحصیلات
- کارشناسی حقوق گرایش اقتصاد از دانشگاه تهران
- کارشناسی ارشد اکونومتری
- دکترای برنامه‌ریزی اقتصادی از دانشگاه کنکوردیا کانادا (۱۹۷۶) فوق دکترای فلسفه مدیریت منابع از شورای تحقیقات ملی کانادا
- اخذ گواهینامه جرم‌شناسی از دانشگاه تهران
- اخذ دانشنامه زبان انگلیسی با درجه آکادمیک از دانشگاه مک گیل کانادا
- اخذ دانشنامه فرماندهی ستاد از دانشگاه پدافند ملی

## تدریس
- دستیار دانشگاه کنکوردیا مونترال
- دانشیار شورای تحقیقات ملی کانادا
- تدریس در دانشگاه شهید بهشتی[۹]
- تدریس در دانشگاه الزهرا
- تدریس در دانشگاه علم و صنعت

## آثار
- رفتارشناسی خوشبختی
- رفتارشناسی استرس
- نکاتی پیرامون عرفان نماز[۱۰]

### مقالات
- رفتارشناسی نفوذ مؤثر
- پسامدرنیسم مولوی
- سخنی پیرامون سروده‌های سهراب سپهری[۱۱]